# Государственная миграционная служба Украины
Государственная миграционная служба Украины (укр. Державна міграційна служба України) — государственное ведомство, являющееся центральным органом исполнительной власти, деятельность которого направляется и координируется Кабинетом Министров Украины через Министра внутренних дел Украины. ГМС Украины входит в систему органов исполнительной власти и образуется для реализации государственной политики в сферах миграции (иммиграции и эмиграции), в том числе противодействия нелегальной (незаконной) миграции, гражданства, регистрации физических лиц, беженцев и других определённых законодательством категорий мигрантов.

## История
Государственная миграционная служба Украины создана Указом Президента Украины «Об оптимизации системы центральных органов исполнительной власти» от 09.12.2010 № 1085/2010.
В апреле 2011 года Указом Президента Украины от 06.04.2011 № 405/2011 утверждено Положение о Государственной миграционной службе Украины, которым определены основные задачи, функции и полномочия ГМС Украины.
В августе 2014 года Постановлением Кабинета Министров Украины № 360 от 20.08.2014 г. утверждено новое Положение о Государственной миграционной службе Украины.

## Структура
В структуру Государственной миграционной службы Украины (ГМСУ) входят:
- аппарат ГМСУ;
- территориальные органы;
- пункты временного пребывания иностранцев;
- пункты временного размещения беженцев;
- государственные предприятия.

В сферу управления службы входит Государственное предприятие «Документ».

## Руководство
Сейчас службу возглавляет Соколюк Максим Юрьевич. Первый заместитель — Науменко Наталья Николаевна (с августа 2018)
Задания
Основными заданиями ГМС являются:
- реализация государственной политики в сферах миграции (иммиграции и эмиграции), в том числе противодействия нелегальной (незаконной) миграции, гражданства, регистрации физических лиц, беженцев и других определённых законодательством категорий мигрантов;
- внесение на рассмотрение Министра внутренних дел предложений по обеспечению формирования государственной политики в сферах миграции (иммиграции и эмиграции), в том числе противодействия нелегальной (незаконной) миграции, гражданства, регистрации физических лиц, беженцев и других определённых законодательством категорий мигрантов.

## Проблема с выдачей заграничных паспортов
12 июня 2013 года Кабинет министров Украины отменил Постановление № 185, согласно которому выпуск загранпаспортов осуществлялся консорциумом «ЕГАПС» (укр. ЄДАПС), который принадлежит частным лицам. Печать загранпаспортов была передана государственному полиграфическому комбинату «Украина».
Такая резкая смена производителя привела к задержкам выдачи заграничных паспортов. В разгар сезона отпусков около 100 тысяч человек не смогли получить их в установленный законом срок.
Эффективность работы ГМС нередко вызывает недовольство граждан и становится объектом критики со стороны СМИ. Чаще всего это связано с проблемами при выдаче загранпаспортов в период высокого спроса на них, когда служба не может обеспечить оформление и выдачу паспортов в установленные сроки.
Во время брифинга 26 июля 2018 года Глава Государственной миграционной службы Украины Максим Соколюк заявил, что очередь на персонализацию загранпаспортов на полиграфкомбинате «Украина» полностью ликвидирована, а следовательно — документы выдаются в установленные законодательством сроки — в течение 7 и 20 рабочих дней, в зависимости от суммы оплаченного административного сбора.
21 сентября 2018 года киевлянке Полине Савиной вручили 10-миллионный биометрический паспорт для выезда за границу. Официальная церемония вручения состоялась при участии Президента Украины Петра Порошенко, Министра внутренних дел Украины Арсена Авакова и председателя Государственной миграционной службы Украины Максима Соколюка.

## Стоимость заграничного паспорта
На сегодняшний день (январь 2023) при оформлении паспорта гражданина Украины для выезда за границу в обычном режиме граждане оплачивают стоимость административной услуги (352 грн.) и стоимость бланка (504 грн.). Это при оформлении документа в течение 20 рабочих дней. В случае оформления документа в течение 7 рабочих дней, сумма стоимости государственной услуги составляет 1496 грн.
Таким образом стоимость оформления паспорта гражданина Украины для выезда за границу составляет 856 грн. (оформление в течение 20 рабочих дней) или 1496  грн. (оформление в течение 7 рабочих дней).